# Să-nceapă Aventura: Fionna și Cake
Să-nceapă Aventura: Fionna și Cake (în engleză Adventure Time: Fionna and Cake) este un serial de animație pentru adulți american. Este un spin-off al seriei Cartoon Network, Să-nceapă Aventura, care a fost creată de Pendleton Ward. Spre deosebire de Să-nceapă Aventura, serialul este făcut pentru un public mai matur. A treia serie din franciză, a fost lansată prin serviciul de streaming Max pe 31 august 2023. Ulterior a fost reînnoit pentru un al doilea sezon.
Seria se concentrează pe personajele titulare, Fionna Omul și Cake Pisica, versiuni alternative ale personajelor principale Finn Omul și Jake Câinele din seria originală care apăruseră anterior în mai multe episoade. Serialul este produs executiv de Adam Muto, care a servit ca showrunner pentru a doua jumătate a Să-nceapă Aventura și a supravegheat producția episoadelor speciale Tărâmuri îndepărtate, precum și Fred Seibert și Sam Register. Serialul are zece episoade de jumătate de oră care au fost lansate câte două săptămânal timp de o lună, de pe 31 august 2023 până pe 28 septembrie 2023.

## Descrierea
Să-nceapă Aventura: Fionna și Cake este un spin-off al serialului Să-nceapă Aventura, acesta din urmă urmărește aventurile Omului Finn și Câinelui Jake. Acest serial se bazează pe versiunile alternative de sex opus ale lui Finn și Jake, Fionna Omul și Cake Pisica. Serialul îl prezintă și pe Simon Petrikov, un personaj care în cea mai mare parte a Să-nceapă Aventura a fost cunoscut drept Împăratul Gheții.
Fionna trăiește cu pisica ei, Cake, într-o realitate alternativă unde magia nu există, petrecându-și zilele mergând la job-uri fără viitor; noaptea, visează la o lume magică care pare a fi complet de neatins. Simon, în Tărâmul Ooo, lucrează de acasă, transformat într-o expoziție vie a unei epoci apuse. Mai târziu, trio-ul călătorește prin multivers, în timp ce este urmărit de „un nou antagonist puternic” care este „hotărât să-i ștergă din existență”.

## Personaje

### Principale
- Fionna Campbell - Este unul dintre personajele principale din Să-nceapă Aventura: Fionna și Cake și în trecut, un personaj fictiv din cărțile pe care Împăratul gheții obișnuiește să le scrie, este versiunea feminină alternativă a lui Finn. Ea este la fel de curajoasă, aventuroasă și nemaipomenită ca și varianta ei masculină, în înfruntarea cu inamica ei, Regina gheții. În Să-nceapă Aventura: Fionna și Cake, a fost dezvăluit că Fionna și Cake sunt reale, dar există într-o realitate alternativă non-magică, în care toți sunt oameni și Războiul Ciupercilor nu a avut loc niciodată. În această realitate, Fionna este un om obișnuit care lucrează, iar Cake este pisica ei de companie care nu este magică.
- Cake - Este unul dintre personajele principale din Să-nceapă Aventura: Fionna și Cake și de asemenea, un personaj fictiv din cărțile pe care Împăratul gheții obișnuiește să le scrie, o pisică, versiunea alternativă, feminină a lui Jake. Are puteri similare care-i permit să se întindă, să se sucească și să-și transforme corpul. În Să-nceapă Aventura: Fionna și Cake, a fost dezvăluit că Fionna și Cake sunt reale, dar există într-o realitate alternativă non-magică, în care Războiul Ciupercilor nu a avut loc niciodată și toată lumea e normală. În această realitate, Fionna este un om obișnuit care lucrează, iar Cake este pisica ei de companie obișnuită.
- Simon Petrikov - (în trecut Împăratul Gheții) Este unul dintre personajele principale din Să-nceapă Aventura: Fionna și Cake și de asemenea, Descris inițial ca un răufăcător bidimensional, plin de umor, care încearcă s-o răpească prințesa Bubblegum și diverse alte Prințese în mod regulat, personalitatea lui a fost ulterior extinsă, dezvăluind că este un bătrân cu inimă bună, dar neînțeles. simțurile deformate ale moralității și comportamentului social dezvăluie povestea sa tragică, dezvăluind că a fost cândva un om bun pe nume Simon Petrikov, care și-a pierdut mințile, amintirile și pe cei dragi din cauza coroanei magice care i-a dat puterile sale de gheață. În „Fii alături de mine”, Împăratul Gheții a redevenit definitiv Simon

### Secundare
- Gary Prince - este versiunea umană masculină alternativă a Prințesei Gumiță
- Marshall Lee - este versiunea umană masculină alternativă a lui Marceline.
- Scarab - este un auditor multiversal care le vânează pe Fionna și Cake.
- Prismo - Aflat în camera timpului acesta îndeplinește dorințe prin magia sa.
- Finn Mertens - un aventurier căruia îi place să meargă în misiuni și să facă fapte bune.

- Jake - este cel mai bun prieten și tot odată fratele adoptiv al lui Finn.
- Găsca Gâs (sau Pawn Swan) - este o gâscă vorbitoare care vorbește (aproape complet) în rime. În "Tărâmuri Îndepărtate" acesta devine malefic.
- Astrid - este o tânără fată umană, fan al cărților Fionna și Cake scrise de Împăratul Gheții.
- Marceline - este pe jumătate demon pe jumătate vampir. Tatăl ei este Hunson Abadeer, liderul Noptosferei.

- Prințesa Gumiță - este conducătorul Regatului de Zahăr.
- Candy Queen - este o versiune alternativă a Prințesei Gumiță care a fost blestemată cu nebunia Coroanei de Gheață.
- Winter King - este o versiune alternativă a Împăratului Gheții care ar reușit să controleze cu succes nebunia coroanei transferând-o Prințesei Gumiță.
- Finn Mertens (din Lumea Fermei) - este o versiune alternativă a Finn care a purtat Coroana de Gheață în copilărie. Era cunoscut ca The Snow Man sau Finn de ghiață.

- Ellis P., - este versiunea umană masculină alternativă a Prințesei Spațiului cu Bulgări (PSB).
- Hunter - este versiunea umană masculină alternativă a Vrăjitoarei Vânător.
- Marele Destin (sau Marele D) - este liderul bandei destin și conducătorul Lumii Fermei pentru că l-ar fi învins pe Finn de Gheață
- Jay Mertens - este fiul lui Finn din Lumea Fermei. Este într-o relație cu Little Destiny.
- Little Destiny - este fiica Marelui Destin. Este într-o relație cu Jay Mertens.
- The Star - este o versiune alternativă a lui Marceline dintr-o cronologie în care ea și Regele Vampir au cuceriseră Tărâmul Ooo.
- Bonnie - este o versiune alternativă a Prințesei Gumiță, ea a fost nevoită să devină un apărător împotriva vampirilor și liderul rezistenței împotriva acestora.
- Regele Vampir (din Vampire World) - este liderul vampirilor și tot odată tatăl adoptiv al lui Marceline. El e purtătorul Coroanei de Gheață din această cronologie.
- Bebe Finn - este o versiune Bebeluș a lui Finn care a călătorit accidental cu Fionna, Cake și Simon în Vampire World.
- Hana Abadeer - este mama lui Marshall Lee
- BMO (din Extinct World) - este o versiune alternativă a lui BMO dintr-un univers în care toată viața a fost eradicată de către Hoit.
- Împăratul Hoit (din Extinct World) - este o versiune alternativă a lui Hoit dintr-un univers în care a eradicat toată viața, BMO îi spunea Jerry.
- Betty Grof - este logodnica lui Simon care a fuzionat cu GOLB, entitatea care întruchipează haosul.
- Orbo - este șeful lui Scarab.
- Shermy - este o ființă asemănătoare unei pisici care trăiește în viitorul Tărâmului Ooo.
- Beth -este cea mai bună prietenă a lui Shermy și descendentă a lui Jake și a Domniței Unicubeu.

## Distribuție
- Madeleine Martin - Fionna Campbell
- Roz Ryan - Cake
- Tom Kenny - Simon Petrikov
- Andrew Rannells - Gary Prince
- Donald Glover - Marshall Lee
- Audrey Bennett - Astrid
- Jeremy Shada - Finn, Finn din Lumea Fermei, Bebe Finn
- Hynden Walch - Prințesa Gumiță, Candy Queen, Bonnie
- Olivia Olson - Marceline, The Star
- Jeff Bennett - Găsca Gâs, Choose Bruce
- John DiMaggio - Jake
- Sean Rohani - Prismo
- Kayleigh McKee - Scarab
- Pendleton Ward - Ellis P.
- Vico Ortiz - Hunter, Ferigă
- Monsoon - Ducele Acritură
- Niki Yang - BMO
- Felicia Day - Betty Grof
- Marc Maron - Veverița
- Grey DeLisle - Vânzătoarea de înghețată, negustorul de fructe
- Cree Summer și Jinkx Monsoon - Lemoncarbs
- James Kyson - Marele Destin
- Brian David Gilbert - Winter King
- Stephen Root - Martin Mertens
- Jenny Slate - Huntress
- Erica Luttrell - Hana Abadeer
- David McCormack - Orbo
- Ron Perlman - Împăratul Hoit
- Sean Giambrone - Shermy
- Imani Hakim - Beth

## Episoade
| Premiera originală | Premiera în România | N/o | Titlu român                 | Titlu englez          |
| ------------------ | ------------------- | --- | --------------------------- | --------------------- |
|                    |                     |     |                             |                       |
| PRIMUL SEZON       |                     |     |                             |                       |
|                    |                     |     |                             |                       |
| 31.08.2023         | 03.10.2024 (Max)    | 01  | Fionna Campbell             | Fionna Campbell       |
|                    |                     |     |                             |                       |
| 31.08.2023         | 03.10.2024 (Max)    | 02  | Simon Petrikov              | Simon Petrikov        |
|                    |                     |     |                             |                       |
| 07.09.2023         | 03.10.2024 (Max)    | 03  | Cake, Pisica                | Cake the Cat          |
|                    |                     |     |                             |                       |
| 07.09.2023         | 10.10.2024 (Max)    | 04  | Prismo, Maestrul Dorințelor | Prismo the Wishmaster |
|                    |                     |     |                             |                       |
| 14.09.2023         | 17.10.2024 (Max)    | 05  | Destin                      | Destiny               |
|                    |                     |     |                             |                       |
| 14.09.2023         | 24.10.2024 (Max)    | 06  | Regele Iernii               | The Winter King       |
|                    |                     |     |                             |                       |
| 21.09.2023         |                     | 07  |                             | The Star              |
|                    |                     |     |                             |                       |
| 21.09.2023         |                     | 08  |                             | Jerry                 |
|                    |                     |     |                             |                       |
| 28.09.2023         |                     | 09  |                             | Casper & Nova         |
|                    |                     |     |                             |                       |
| 28.09.2023         |                     | 10  |                             | Cheers                |
|                    |                     |     |                             |                       |
| SEZONUL 2          |                     |     |                             |                       |